# Валуевское
Валу́евское — деревня в Локнянском районе Псковской области России. 
Входит в состав Самолуковской волости.
Расположена в 10 км к югу от райцентра Локня на автодороге на Великие Луки (Р51). На востоке примыкает к волостному центру, деревне Крестилово.

## Население
| 2000 | 2001 | 2002 | 2010 |
| ---- | ---- | ---- | ---- |
| 193  | →193 | ↘161 | ↘116 |

Численность населения деревни по оценке на начало 2001 года составляла 193 жителей.

## История
С января 1995 до апреля 2015 года деревня входила в состав ныне упразднённой Алексеевской волости.